# 2006-2007シーズンのNBA
2006-2007シーズンのNBAは、NBAの61回目のシーズンである。2006年10月31日から始まり、2007年6月14日には全日程が終了した。

## シーズン前

### ドラフト
ヨーロッパ出身選手としては初のドラフト1位指名となるイタリア人のアンドレア・バルニャーニがトロント・ラプターズから全体１位指名を受けた。ラマーカス・オルドリッジ(2位)、ブランドン・ロイ(6位)、ラジョン・ロンド(21位)、カイル・ラウリー(24位)、ポール・ミルサップ(47位)ら5人のオールスターを輩出した他、アダム・モリソン(3位)、タイラス・トーマス(4位)、シェルデン・ウィリアムズ(6位)、ランディ・フォイ(7位)、ルディ・ゲイ(8位)、J・J・レディック(11位)、ヒルトン・アームストロング(12位)、ターボ・セフォロシャ(13位)、ロニー・ブリュワー(14位)、ショーン・ウィリアムス(17位)、レナルド・バークマン(20位)、マーカス・ウィリアムズ(22位)、ジョシュ・ブーン(23位)、シャノン・ブラウン(25位)、ジョーダン・ファーマー(26位)、セルヒオ・ロドリゲス(27位)、スティーブ・ノヴァック(32位)、ソロモン・ジョーンズ(33位)、P・J・タッカー(35位)、クレイグ・スミス(36位)、ダニエル・ギブソン(42位)、レオン・ポウ(49位)、ライアン・ホリンズ(50位)などがNBA入りを果たした。
ドラフト外選手にはルー・アマンドソン、ホセ・バレア、クリス・コープランド、タレンス・キンジー、クリス・クイン、C・J・ワトソンなどがいる。

### 主な移籍
- ベン・ウォーレスがシカゴ・ブルズに移籍。
- ニューオリンズ・ホーネッツはシカゴ・ブルズとのトレードで、P・J・ブラウン、J・R・スミス（後にデンバー・ナゲッツに移籍）との交換でタイソン・チャンドラーを獲得。さらにペジャ・ストヤコヴィッチも獲得し、大幅な補強を行った。
- ペジャ・ストヤコヴィッチがニューオリンズ・ホーネッツに移籍。
- アル・ハリントンがインディアナ・ペイサーズに移籍。
- デレック・フィッシャーがユタ・ジャズに移籍。
- ドラフトでアンドレア・バルニャーニを指名したトロント・ラプターズは、さらに多くの海外出身選手を獲得し、5ヶ国の選手が所属する多国籍軍となった。

### その他
日本で開催されたバスケットボール世界選手権に、アメリカ代表はドウェイン・ウェイド、レブロン・ジェームズ、カーメロ・アンソニーらを派遣するも、銅メダルに終わる。
シーズン前に協会は試合に使用される公式ボールを変更したが、選手の猛反発にあい、シーズン中の1月に以前のボールに戻された。
前年のウェスタン・カンファレンスのプレーオフで勝率1位のスパーズと2位のマーベリックスが同じディビジョンに所属しているため、第1シードと第4シードとなり、プレーオフ2回戦で対戦したことが論争を呼び、このシーズンより各カンファレンスの勝率上位2チームはカンファレンス・ファイナルまで対戦しないようにルール変更が行われた。

## レギュラーシーズン

### オールスター
2007年のNBAオールスターゲームはラスベガスで開催され、153-132でウェストチームが勝利した。MVPはコービー・ブライアントが選ばれた。

### シーズン中の主な移籍
- 一番の話題はアレン・アイバーソンの移籍だった。不振に喘ぐフィラデルフィア・76ersは、NBA入りから一貫してエースであり続けたアイバーソンを、デンバー・ナゲッツにトレードした。ナゲッツからはアンドレ・ミラーらが放出され、さらにサラリー調整のために複数の選手が放出された[3]。再建モードに入る76ersはさらにクリス・ウェバーも解雇している。ウェバーはデトロイト・ピストンズと契約した。
- ゴールデンステート・ウォリアーズとインディアナ・ペイサーズとの間で8選手が絡む大型トレードが行われた。ウォリアーズはこのトレードでスティーブン・ジャクソン、アル・ハリントンらを得た。ペイサーズはマイク・ダンリービー・Jrらを得た。

### イースタン・カンファレンス
| イースタン・カンファレンス | イースタン・カンファレンス     | イースタン・カンファレンス     | イースタン・カンファレンス     | イースタン・カンファレンス | イースタン・カンファレンス   | イースタン・カンファレンス   |
| #                          | アトランティック・ディビジョン | アトランティック・ディビジョン | セントラル・ディビジョン       | セントラル・ディビジョン   | サウスイースト・ディビジョン | サウスイースト・ディビジョン |
| #                          | チーム                         | 勝敗                           | チーム                         | 勝敗                       | チーム                       | 勝敗                         |
| -------------------------- | ------------------------------ | ------------------------------ | ------------------------------ | -------------------------- | ---------------------------- | ---------------------------- |
| 1                          | トロント・ラプターズ           | 47-35                          | デトロイト・ピストンズ         | 53-29                      | マイアミ・ヒート             | 44-38                        |
| 2                          | ニュージャージー・ネッツ       | 41-41                          | クリーブランド・キャバリアーズ | 50-32                      | ワシントン・ウィザーズ       | 41-41                        |
| 3                          | フィラデルフィア・76ers        | 35-47                          | シカゴ・ブルズ                 | 49-33                      | オーランド・マジック         | 40-42                        |
| 4                          | ニューヨーク・ニックス         | 33-49                          | インディアナ・ペイサーズ       | 35-47                      | シャーロット・ボブキャッツ   | 33-49                        |
| 5                          | ボストン・セルティックス       | 24-58                          | ミルウォーキー・バックス       | 28-54                      | アトランタ・ホークス         | 30-52                        |

- オフに大きく動いたことが功を奏したラプターズは、4シーズンぶりにプレーオフに進出すると共に、チーム史上初となる地区優勝を果たした。またドワイト・ハワードを中心に再建中だったマジックも、3シーズンぶりにプレーオフに進出した。
- 2004年に発生した乱闘事件以降不振にあえぐペイサーズは、ついに9シーズンぶりにプレーオフ進出を逃した。
- 低迷中のセルティックスはチーム記録となる18連敗を記録。

### ウェスタン・カンファレンス
| ウェスタン・カンファレンス | ウェスタン・カンファレンス         | ウェスタン・カンファレンス   | ウェスタン・カンファレンス       | ウェスタン・カンファレンス | ウェスタン・カンファレンス   | ウェスタン・カンファレンス   |
| #                          | ノースウェスト・ディビジョン       | ノースウェスト・ディビジョン | パシフィック・ディビジョン       | パシフィック・ディビジョン | サウスウェスト・ディビジョン | サウスウェスト・ディビジョン |
| #                          | チーム                             | 勝敗                         | チーム                           | 勝敗                       | チーム                       | 勝敗                         |
| -------------------------- | ---------------------------------- | ---------------------------- | -------------------------------- | -------------------------- | ---------------------------- | ---------------------------- |
| 1                          | ユタ・ジャズ                       | 51-31                        | フェニックス・サンズ             | 61-21                      | ダラス・マーベリックス       | 67-15                        |
| 2                          | デンバー・ナゲッツ                 | 45-37                        | ロサンゼルス・レイカーズ         | 42-40                      | サンアントニオ・スパーズ     | 58-24                        |
| 3                          | ポートランド・トレイルブレイザーズ | 32-50                        | ゴールデンステート・ウォリアーズ | 42-40                      | ヒューストン・ロケッツ       | 52-30                        |
| 4                          | ミネソタ・ティンバーウルブズ       | 32-50                        | ロサンゼルス・クリッパーズ       | 40-42                      | ニューオリンズ・ホーネッツ   | 39-43                        |
| 5                          | シアトル・スーパーソニックス       | 31-51                        | サクラメント・キングス           | 33-49                      | メンフィス・グリズリーズ     | 22-60                        |

- 前シーズン遂にファイナルに進出したマーベリックスが、このシーズンも好調を維持し、シーズン中には12連勝以上を3回記録、さらにチーム記録となる17連勝を達成した。67勝15敗はチーム記録であると共に、NBA歴代でも6位タイ。
- 前シーズンをほぼ全休したアマレ・スタウダマイアーが復活したサンズも、シーズン中に12連勝以上を2回記録。
- 2000年代前半にリーグ有数の強豪チームだったキングスは、8シーズンぶりにプレーオフ進出を逃す。また世界選手権でMVPを獲得しながらも骨折してしまったパウ・ガソルを欠いたグリズリーズも4シーズン連続のプレーオフ進出はならず、オフに大幅な補強を行ったホーネッツも怪我人が続出したため満足のいく結果を残せなかった。
- ドン・ネルソンのHC就任、シーズン中の大型トレードを経たウォリアーズは、シーズン終盤に驚異的な追い上げを見せ、レギュラーシーズン最終戦にて実に12シーズンぶりとなるプレーオフ進出を決めた。

### その他
- 12月16日のデンバー・ナゲッツ対ニューヨーク・ニックス戦で乱闘が発生。カーメロ・アンソニーらを始めとする複数の選手が出場禁止処分を受けた。アレン・アイバーソンのナゲッツ移籍はアンソニーの出場停止処分中の出来事だった。
- コービー・ブライアントが4試合連続で50得点以上を達成。
- ニュージャージー・ネッツのジェイソン・キッドとヴィンス・カーターが同じ試合でトリプルダブルを達成。チームメイトが同じ試合でトリプルダブルを達成するのは、マイケル・ジョーダンとスコッティ・ピッペン以来20年ぶり。

### 個人スタッツリーダー
| # | 得点                         | 得点 | リバウンド                   | リバウンド | アシスト                   | アシスト | スティール             | スティール |
| # | 選手名                       | avg  | 選手名                       | avg        | 選手名                     | avg      | 選手名                 | avg        |
| - | ---------------------------- | ---- | ---------------------------- | ---------- | -------------------------- | -------- | ---------------------- | ---------- |
| 1 | コービー・ブライアント (LAL) | 31.6 | ケビン・ガーネット (MIN)     | 12.8       | スティーブ・ナッシュ (PHO) | 11.6     | バロン・デイビス (GSW) | 2.14       |
| 2 | カーメロ・アンソニー (DEN)   | 28.9 | タイソン・チャンドラー (NOH) | 12.4       | デロン・ウィリアムス (UTA) | 9.3      | ロン・アーテスト (SAC) | 2.13       |
| 3 | ギルバート・アリナス (WAS)   | 28.4 | ドワイト・ハワード (ORL)     | 12.3       | ジェイソン・キッド (NJN)   | 9.2      | カロン・バトラー (WAS) | 2.13       |

| # | ブロックショット             | ブロックショット | FG成功率                         | FG成功率 | 3P成功率                   | 3P成功率 | FT成功率                   | FT成功率 |
| # | 選手名                       | avg              | 選手名                           | %        | 選手名                     | %        | 選手名                     | %        |
| - | ---------------------------- | ---------------- | -------------------------------- | -------- | -------------------------- | -------- | -------------------------- | -------- |
| 1 | マーカス・キャンビー (DEN)   | 3.30             | マイキー・ムーア (NJN)           | 60.9     | ジェイソン・カポノ (TOR)   | 51.4     | カイル・コーバー (PHI)     | 91.4     |
| 2 | ジョシュ・スミス (ATL)       | 2.88             | ドワイト・ハワード (ORL)         | 60.3     | スティーブ・ナッシュ (PHO) | 45.5     | マット・キャロル (CHA)     | 90.4     |
| 3 | ジャーメイン・オニール (IND) | 2.64             | アンドリス・ビエドリンシュ (GSW) | 59.9     | ブレント・バリー (POR)     | 44.6     | ダーク・ノヴィツキー (DAL) | 90.4     |

- コービー・ブライアントは2シーズン連続、ケビン・ガーネットは4シーズン連続、スティーブ・ナッシュは3年連続の栄冠。
- ジェイソン・カポノの3P成功率51.43%は歴代5位の記録。

## 個人タイトル
- 最優秀選手：ダーク・ノヴィツキー (DAL)　※ヨーロッパ出身選手としては初の受賞。
- ルーキー・オブ・ザ・イヤー：ブランドン・ロイ (POR)
- 最優秀守備選手賞：マーカス・キャンビー (DEN)
- シックスマン賞：リアンドロ・バルボサ (PHO)
- MIP：モンタ・エリス (GSW)
- 最優秀コーチ賞：サム・ミッチェル (TOR)
- エグゼクティブ・オブ・ザ・イヤー：ブライアン・コランジェロ (TOR)

- オールNBAチーム

|   | ファーストチーム               | セカンドチーム               | サードチーム                   |
| - | ------------------------------ | ---------------------------- | ------------------------------ |
| F | ダーク・ノヴィツキー (DAL)     | レブロン・ジェームズ (CLE)   | ケビン・ガーネット (MIN)       |
| F | ティム・ダンカン (SAS)         | クリス・ボッシュ (TOR)       | カーメロ・アンソニー (DEN)     |
| C | アマレ・スタウダマイアー (PHO) | 姚明 (HOU)                   | ドワイト・ハワード (ORL)       |
| G | スティーブ・ナッシュ (PHO)     | ギルバート・アリナス (WAS)   | ドウェイン・ウェイド (MIA)     |
| G | コービー・ブライアント (LAL)   | トレーシー・マグレディ (HOU) | チャウンシー・ビラップス (DET) |

※シャキール・オニールが12シーズン続いていたオールNBAチームを逃す。アマレ・スタウダマイアーは初のファーストチーム入り。クリス・ボッシュ、ドワイト・ハワードは初のオールNBAチーム入り。
- オールディフェンシブチーム

|   | ファーストチーム             | セカンドチーム               |
| - | ---------------------------- | ---------------------------- |
| F | ティム・ダンカン (SAS)       | ケビン・ガーネット (MIN)     |
| F | ブルース・ボウエン (SAS)     | テイショーン・プリンス (DET) |
| C | マーカス・キャンビー (DEN)   | ベン・ウォーレス (DET)       |
| G | コービー・ブライアント (LAL) | カーク・ハインリック (CHI)   |
| G | ラジャ・ベル (PHO)           | ジェイソン・キッド (NJN)     |

※オールNBAチーム、ディフェンシブチーム共に、ファーストチームは全てウェスタンカンファレンスの選手が占めた。

## プレーオフ

### イースタン・カンファレンス
|  | ファーストラウンド | ファーストラウンド             | ファーストラウンド |                |   | カンファレンスセミファイナル | カンファレンスセミファイナル | カンファレンスセミファイナル |  |  | カンファレンスファイナル | カンファレンスファイナル | カンファレンスファイナル |  |
|  |                    |                                |                    |                |   |                              |                              |                              |  |  |                          |                          |                          |  |
|  | 1                  | デトロイト・ピストンズ         | 4                  |                |   |                              |                              |                              |  |  |                          |                          |                          |  |
|  | 1                  | デトロイト・ピストンズ         | 4                  |                |   |                              |                              |                              |  |  |                          |                          |                          |  |
|  | 8                  | オーランド・マジック           | 0                  |                |   |                              |                              |                              |  |  |                          |                          |                          |  |
|  | 8                  | オーランド・マジック           | 0                  |                | 1 | ピストンズ                   | 4                            |                              |  |  |                          |                          |                          |  |
|  |                    |                                |                    |                | 1 | ピストンズ                   | 4                            |                              |  |  |                          |                          |                          |  |
|  |                    |                                | 5                  | ブルズ         | 2 |                              |                              |                              |  |  |                          |                          |                          |  |
|  | 5                  | シカゴ・ブルズ                 | 5                  | ブルズ         | 2 | 4                            |                              |                              |  |  |                          |                          |                          |  |
|  | 5                  | シカゴ・ブルズ                 |                    |                |   |                              |                              |                              |  |  |                          |                          |                          |  |
|  | 4                  | マイアミ・ヒート               | 0                  |                |   |                              |                              |                              |  |  |                          |                          |                          |  |
|  | 4                  | マイアミ・ヒート               | 0                  |                | 1 | ピストンズ                   | 2                            |                              |  |  |                          |                          |                          |  |
|  |                    |                                |                    |                |   |                              |                              |                              |  |  |                          |                          |                          |  |
|  |                    |                                | 2                  | キャバリアーズ | 4 |                              |                              |                              |  |  |                          |                          |                          |  |
|  | 3                  | トロント・ラプターズ           | 2                  | キャバリアーズ | 4 | 2                            |                              |                              |  |  |                          |                          |                          |  |
|  | 3                  | トロント・ラプターズ           |                    |                |   |                              |                              |                              |  |  |                          |                          |                          |  |
|  | 6                  | ニュージャージー・ネッツ       | 4                  |                |   |                              |                              |                              |  |  |                          |                          |                          |  |
|  | 6                  | ニュージャージー・ネッツ       | 4                  |                | 6 | ネッツ                       | 2                            |                              |  |  |                          |                          |                          |  |
|  |                    |                                |                    |                | 6 | ネッツ                       | 2                            |                              |  |  |                          |                          |                          |  |
|  |                    |                                | 2                  | キャバリアーズ | 4 |                              |                              |                              |  |  |                          |                          |                          |  |
|  | 7                  | ワシントン・ウィザーズ         | 2                  | キャバリアーズ | 4 | 0                            |                              |                              |  |  |                          |                          |                          |  |
|  | 7                  | ワシントン・ウィザーズ         |                    |                |   |                              |                              |                              |  |  |                          |                          |                          |  |
|  | 2                  | クリーブランド・キャバリアーズ | 4                  |                |   |                              |                              |                              |  |  |                          |                          |                          |  |

- 前シーズンチャンピオンのヒートがファーストラウンドでスイープされるという歴史的屈辱を味わう。その他にも4ブロックのうち3ブロックでスイープが発生。ブルズは9年ぶりに1回戦を突破。
- 下位シードながら2回戦まで進出したネッツは、ジェイソン・キッドがプレーオフ期間中の平均トリプルダブルを達成。
- カンファレンス決勝は、第5戦でレブロン・ジェームズが48得点（オーバータイムではチームの全得点）をあげるというプレーオフ史上に残る活躍を見せるなど奮闘。伏兵ダニエル・ギブソンの援護射撃もあって、キャバリアーズがチーム史上初となるファイナル進出を果たした。ピストンズは2シーズン連続でカンファレンス決勝敗退となった。

### ウェスタン・カンファレンス
|  | ファーストラウンド | ファーストラウンド               | ファーストラウンド |          |   | カンファレンスセミファイナル | カンファレンスセミファイナル | カンファレンスセミファイナル |  |  | カンファレンスファイナル | カンファレンスファイナル | カンファレンスファイナル |  |
|  |                    |                                  |                    |          |   |                              |                              |                              |  |  |                          |                          |                          |  |
|  | 1                  | ダラス・マーベリックス           | 2                  |          |   |                              |                              |                              |  |  |                          |                          |                          |  |
|  | 1                  | ダラス・マーベリックス           | 2                  |          |   |                              |                              |                              |  |  |                          |                          |                          |  |
|  | 8                  | ゴールデンステート・ウォリアーズ | 4                  |          |   |                              |                              |                              |  |  |                          |                          |                          |  |
|  | 8                  | ゴールデンステート・ウォリアーズ | 4                  |          | 8 | ウォリアーズ                 | 1                            |                              |  |  |                          |                          |                          |  |
|  |                    |                                  |                    |          | 8 | ウォリアーズ                 | 1                            |                              |  |  |                          |                          |                          |  |
|  |                    |                                  | 4                  | ジャズ   | 4 |                              |                              |                              |  |  |                          |                          |                          |  |
|  | 5                  | ヒューストン・ロケッツ           | 4                  | ジャズ   | 4 | 3                            |                              |                              |  |  |                          |                          |                          |  |
|  | 5                  | ヒューストン・ロケッツ           |                    |          |   |                              |                              |                              |  |  |                          |                          |                          |  |
|  | 4                  | ユタ・ジャズ                     | 4                  |          |   |                              |                              |                              |  |  |                          |                          |                          |  |
|  | 4                  | ユタ・ジャズ                     | 4                  |          | 4 | ジャズ                       | 1                            |                              |  |  |                          |                          |                          |  |
|  |                    |                                  |                    |          |   |                              |                              |                              |  |  |                          |                          |                          |  |
|  |                    |                                  | 3                  | スパーズ | 4 |                              |                              |                              |  |  |                          |                          |                          |  |
|  | 3                  | サンアントニオ・スパーズ         | 3                  | スパーズ | 4 | 4                            |                              |                              |  |  |                          |                          |                          |  |
|  | 3                  | サンアントニオ・スパーズ         |                    |          |   |                              |                              |                              |  |  |                          |                          |                          |  |
|  | 6                  | デンバー・ナゲッツ               | 1                  |          |   |                              |                              |                              |  |  |                          |                          |                          |  |
|  | 6                  | デンバー・ナゲッツ               | 1                  |          | 3 | スパーズ                     | 4                            |                              |  |  |                          |                          |                          |  |
|  |                    |                                  |                    |          | 3 | スパーズ                     | 4                            |                              |  |  |                          |                          |                          |  |
|  |                    |                                  | 2                  | サンズ   | 2 |                              |                              |                              |  |  |                          |                          |                          |  |
|  | 7                  | ロサンゼルス・レイカーズ         | 2                  | サンズ   | 2 | 1                            |                              |                              |  |  |                          |                          |                          |  |
|  | 7                  | ロサンゼルス・レイカーズ         |                    |          |   |                              |                              |                              |  |  |                          |                          |                          |  |
|  | 2                  | フェニックス・サンズ             | 4                  |          |   |                              |                              |                              |  |  |                          |                          |                          |  |

- 歴代6位タイの勝率を収めた優勝候補筆頭のマーベリックスが、シーズン最終戦で12シーズンぶりのプレーオフ進出を決めたウォーリアーズに敗れるという大事件が発生する。第1シードのチームが第8シードのチームに敗れるのは史上3度目、7戦形式となってからは初めて[4]。

- 事実上のファイナルと言われたサンズ対スパーズのシリーズでは、第4戦で起きた騒動によりサンズはアマレ・スタウダマイアーとボリス・ディアウ、スパーズはロバート・オーリーが出場停止処分を受けた。荒れに荒れたシリーズを制したスパーズは、8シーズンぶりにカンファレンス決勝に勝ち進んだジャズを退け、ファイナルに進出した。

## ファイナル
|                                | 第1戦 | 第2戦 | 第3戦 | 第4戦 | 勝敗 |
| ------------------------------ | ----- | ----- | ----- | ----- | ---- |
| サンアントニオ・スパーズ       | 85    | 103   | 75    | 83    | 4-0  |
| クリーブランド・キャバリアーズ | 76    | 92    | 72    | 82    | 0-4  |

- ファイナルMVP：トニー・パーカー

スパーズが圧倒的な力でキャバリアーズをスイープ。カンファレンス決勝で大活躍したレブロン・ジェームズも、スパーズの強固なディフェンスの前には為す術が無かった。ファイナルMVPは平均24.5得点をあげたフランス人のトニー・パーカーが獲得。パーカーはヨーロッパ出身選手として初のファイナルMVP獲得者となり、このシーズンはレギュラーシーズンMVPとファイナルMVPをヨーロッパ出身の選手が独占した。
　　詳細は2007年のNBAファイナルを参照

## ラストシーズン
- ケビン・ウィリス　（1984-2007）　最後のジョーダン世代。半引退状態だったが、このシーズンにダラス・マーベリックスで復帰した。引退後はビッグサイズ専門の衣料メーカーを立ち上げる。
- クリフォード・ロビンソン　（1989-2007）　彼とケヴィン・ウィリスの引退で1980年代ドラフト組みはリーグから姿を消した。
- ゲイリー・ペイトン　（1990-2007）　1990年代を代表するPGの一人として活躍し、キャリア晩年にマイアミ・ヒートで念願のチャンピオンリングを獲得。シーズン終了後にFAとなり、翌シーズン中に引退を宣言。
- デイル・デイヴィス　（1991-2007）
- ダグ・クリスティ　（1992-2007）　全盛期にはリーグを代表するディフェンダーとして活躍。
- デイビッド・ウェズリー　（1993-2007）
- アーロン・マッキー　（1994-2007）　引退後はコーチ職に転向。
- ジェイレン・ローズ　（1994-2007）　強豪時代のインディアナ・ペイサーズの主力選手の一人。引退後は解説者となった。
- アラン・ヘンダーソン　（1995-2007）
- コーリス・ウィリアムソン　（1995-2007）